# Черчит-(Y)
Черчит-(Y) — мінерал, водний фосфат ітрію шаруватої будови з супергрупи гіпсу.
Перейменований 1987 року на честь англійського хіміка Артура Черча (1834—1915).
Синоніми: вейншенкіт, вайншенкіт (на честь німецького професора петрографії Ернста Іайншенка (1865—1921).

## Опис
Хімічна формула:
- 1. За Є. К. Лазаренком та К.Фреєм: {\displaystyle {\ce {Y[PO4]*2H2O}}}.
- 2. За «Fleischer's Glossary» (2004): {\displaystyle {\ce {(Y, Er) PO4*2H2O}}}.

Містить (%): Y2O3 — 51,34; P2O5 — 32,28; H2O — 16,38. Домішки: Са — до 5,4 %, Dy, Er, Yb, Gd та інші.
Сингонія моноклінна. Форми виділення: радіальноволокнисті сфероліти і розетки дископодібних кристалів. Густина 3,14-3,27. Тв. 3,0. Колір: безбарвний, білий, сірий, жовтий. Блиск скляний до жирного. На площинах спайності — перламутровий. Гіпергенний мінерал.

## Розповсюдження
Зустрічається в корі вивітрювання лужних масивів Сибіру в лімонітових рудах у вигляді псевдоморфоз по ксенотиму, а також у Ауербасі (Берґштрассе, Гессен, ФРН), Копер-Лоуд (граф. Корнуолл, Велика Британія).

## Можливі різновиди
Черчит-(Dy) — {\displaystyle {\ce {(Dy, Sm, Gd, Nd)(PO4)}}} — не затверджений як мінеральний вид (2010). Опублікований 1995 без ухвали IMA як збагачений на Dy аналог черчиту-(Y).
Черчит-(Nd) — {\displaystyle {\ce {Nd(PO4)*2H2O}}} — визнавався як окремий мінеральний вид з 1987 року — як збагачений на Nd аналог черчиту-(Y). Дискредитований 2015 року.